# Beurlay
Beurlay (Franse uitspraak: [bœʁlɛ]) is een gemeente in het Franse departement Charente-Maritime (regio Nieuw-Aquitanië) en telt 756 inwoners (1999). De plaats maakt deel uit van het arrondissement Saintes.

## Geografie
De oppervlakte van Beurlay bedraagt 9,7 km², de bevolkingsdichtheid is 77,9 inwoners per km².
De onderstaande kaart toont de ligging van Beurlay met de belangrijkste infrastructuur en aangrenzende gemeenten.

## Demografie
Onderstaande figuur toont het verloop van het inwonertal (bron: INSEE-tellingen).